# Pâté à la viande
 (mars 2023).
- Si vous ne connaissez pas le sujet, laissez ce bandeau (vous pouvez alors contacter les auteurs).
- Si vous supprimez le contenu mis en cause (vous pouvez préalablement contacter les auteurs),

argumentez précisément cette suppression dans la page de discussion
(un manque de référence n'est pas un argument ; une recherche réelle de référence doit avoir été effectuée, être formellement documentée).
Pour les articles homonymes, voir Pâté vaudois pour les petits pâtés suisses à la viande.

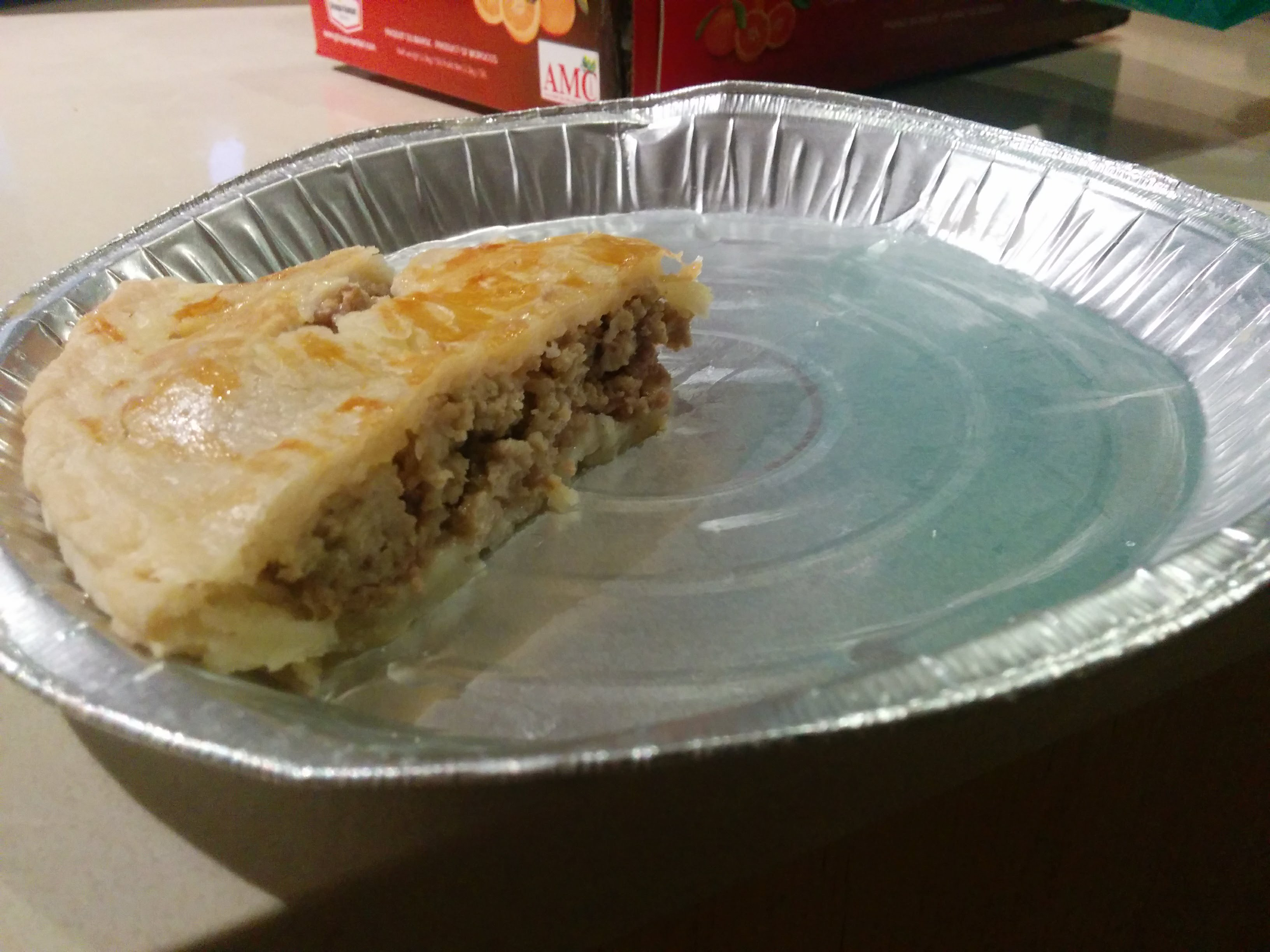
Pointe de pâté à la viande.

Le pâté à la viande (parfois incorrectement appelé « tourtière ») est une spécialité culinaire de la province de Québec.
Ingrédients : Porc, oignons, cannelle et clou de girofle bouillis à feu lent (comme les cretons). La pomme de terre est remplacée par de la chapelure. Pâte brisée.
Il est généralement préparé durant le temps des fêtes.
Origine québécoise : Recette ancestrale appelée jadis tourtière étant composée de tourte au lieu de porc.